# Interstate 15
Interstate 15 (afgekort I-15) is de op vier na langste noord-zuid Interstate highway in de Verenigde Staten, en loopt door de staten Californië, Nevada, Arizona, Utah, Idaho en Montana.
In Californië, waar ze ook aangeduid wordt als California State Route 15 (SR 15), is de autosnelweg een belangrijke vervoerscorridor die de San Diego-Tijuana metropolitan area verbindt met Riverside-San Bernardino-Ontario metropolitan area, en verschillende gemeenschappen daartussenin.

## Lengte
| Staat      | km    | mijl  |
| ---------- | ----- | ----- |
| Californië | 462   | 287   |
| Nevada     | 199   | 124   |
| Arizona    | 47    | 29    |
| Utah       | 645   | 401   |
| Idaho      | 315   | 196   |
| Montana    | 637   | 396   |
| Totaal     | 2.307 | 1.434 |

## Belangrijke plaatsen aan de I-15
Belangrijke plaatsen aan de I-15 zijn San Diego, Las Vegas, Salt Lake City, Pocatello, Butte en Great Falls.

## Infrastructuur
In 2020 kreeg Brightline voor 50 jaar het recht voor het gebruik van de bedding (middenberm) tussen Victor Valley en Nevada om er haar Brightline West hogesnelheidslijn aan te leggen.
2 · 4 · 5 · 8 · 10 · 12 · 15 · 16 · 17 · 19 · 20 · 22 · 24 · 25 · 26 · 27 · 29 · 30 · 35 · 37 · 39 · 40 · 43 · 44 · 45 · 49 · 55 · 57 · 59 · 64 · 65 · 66 · 68 · 69 · 70 · 71 · 72 · 73 · 74 · 75 · 76 (west) · 76 (oost) · 77 · 78 · 79 · 80 · 81 · 82 · 83 · 84 (west) · 84 (oost) · 85 · 86 (west) · 86 (oost) · 87 · 88 (west) · 88 (oost) · 89 · 90 · 91 · 93 · 94 · 95 · 96 · 97 · 99 · 165 · 238 · 265 · 277 · 278 · 287 · 355 · 390 · 465 · 485 · 565 · 684 · 787 · 790 · 865

Hawaii:
H-1 · H-2 · H-3  
Alaska:
A-1 · A-2 · A-3 · A-4  
Puerto Rico:
PR-1 · PR-2 · PR-3